# 망성면
망성면(望城面)은 대한민국의 전북특별자치도 익산시에 설치된 면이다.

## 개요
익산시의 최북단에 위치하고 있으며 면의 전면적 중 68.4%가 광활한 평야지대를 이루고 있다. 충청남도와 인접한 전라북도 북부 최외곽 지역으로 생활권에서 충청남도 논산시의 영향을 크게 받는다.

## 행정 구역
- 내촌리(內村里)
- 무형리(茂形里)
- 신작리(新鵲里): 행정복지센터 소재지
- 어량리(漁梁里)
- 장선리(長善里)
- 화산리(華山里)

## 교육
- 망성초등학교
- 성북초등학교

## 논산으로 행정 구역 변경 요구
망성면은 행정구역상 익산시에 속해 있지만, 익산시청이 소재한 도심지역과 멀리 떨어져 있고, 논산 강경읍과 동일한 생활권을 형성하고 있기 때문에 신작리 등 3개리 주민들은 충청남도 논산시 강경읍으로 행정구역을 변경해 줄 것을 정부에 지속적으로 요구하고 있다.